# Eusynthemis brevistyla

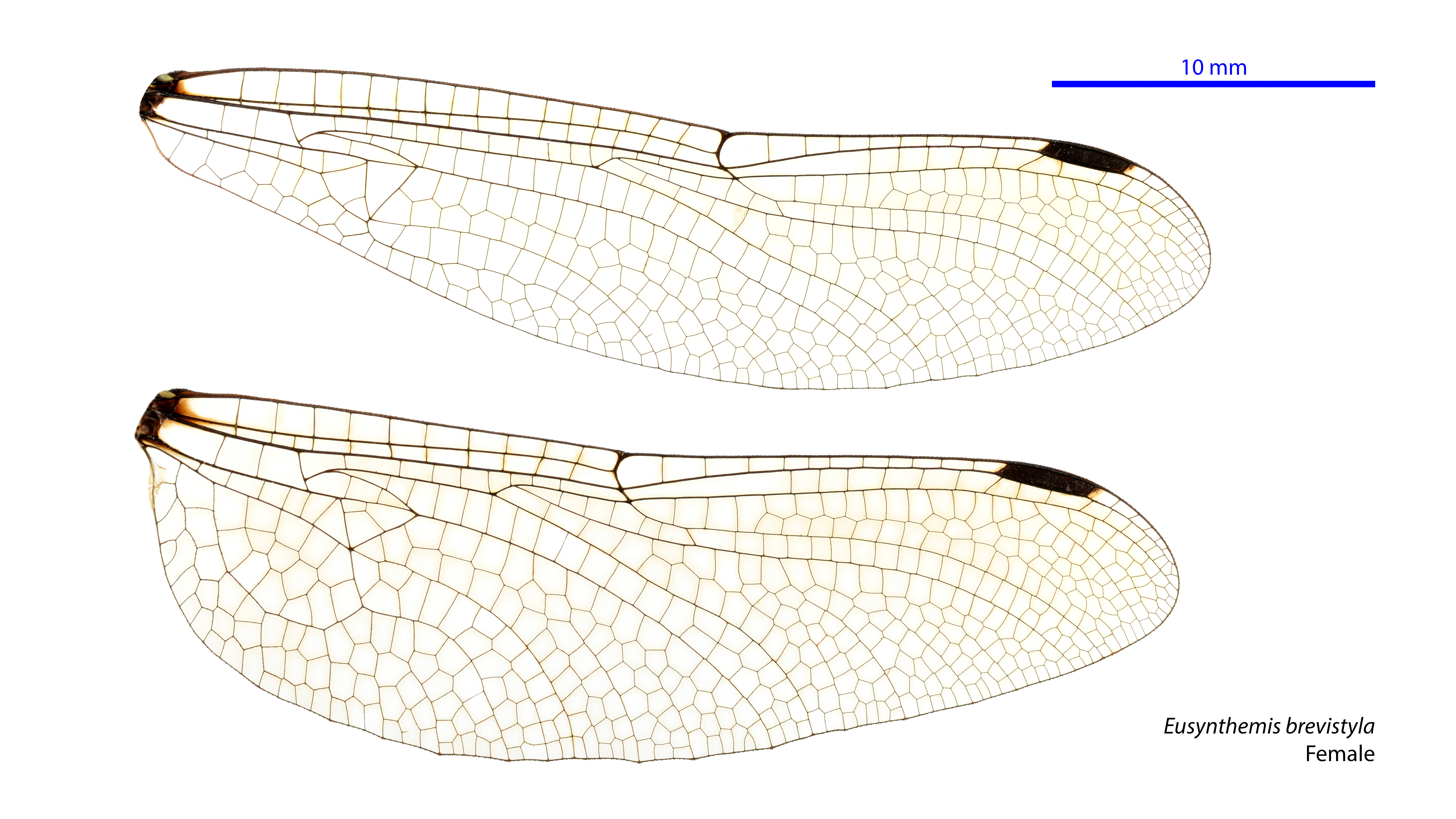
Skrzydła ważki Eusynthemis brevistyla

Eusynthemis brevistyla – gatunek ważki z rodziny Synthemistidae.